# Anisodera batangae
Anisodera batangae es una especie de coleóptero de la familia Chrysomelidae.
Fue descrita científicamente por primera vez en 1954 por Uhmann.